# Cold Response
Cold Response är en serie militärövningar inom Nato-projektet Partnerskap för freds (PfP) i norra Norge. Cold Response-övningar har hållits 2006, 2007, 2009, 2010, 2012, 2014, 2016, 2020 och 2022.
2016 deltog cirka 15 000 soldater från 15 länder. År 2016 var över 15 000 soldater från NATO-nationerna samt deras partners (Partnerskap för fred) på plats, bland annat 2000 svenska soldater fanns på plats. Övningsområdet ligger i Nord Trøndelag i mellersta delen av Norge. Flygövningsområdet ligger inom både svenskt och norskt luftrum, från Bodö till Oslo.
Under övningen 2012 havererade ett norskt Herculesplan i norra Lappland.